# Seznam avstralskih novinarjev
Seznam avstralskih novinarjev.

## A
- Phillip Adams
- Julian Assange

## B
- Charles Bean

## K
- Margo Kingston
- Paul Kelly
- Phillip Knightley

## M
- Chris Masters
- Alan Moorehead
- Keith Murdoch

## N
- George Negus

## O
- Kerry O'Brien
- Andrew Olle

## P
- John Pilger

## S
- B.A. Santamaria (1915 - 1998)

## W
- Jana Wendt
- Marian Wilkinson